# Topličica (Budinščina)
 Topličica  falu Horvátországban Krapina-Zagorje megyében. Közigazgatásilag Budinščinához tartozik.

## Fekvése
Krapinától 26 km-re keletre, községközpontjától 3 km-re északra a Horvát Zagorje területén, az Ivaneci-hegység délkeleti lejtőin  fekszik.

## Története
A településnek 1857-ben 174, 1910-ben 340 lakosa volt. Trianonig Varasd vármegye Zlatari járásához tartozott.
2001-ben 161 lakosa volt.

## Külső hivatkozások
Budinščina község hivatalos oldala